# Saint-Bernard (Isère)
Saint-Bernard (auch: Saint-Bernard-du-Touvet) ist eine Ortschaft und eine Commune déléguée in der französischen Gemeinde Plateau-des-Petites-Roches mit 687 Einwohnern (Stand: 1. Januar 2022) im Département Isère in der Region Auvergne-Rhône-Alpes. Die Einwohner werden Bernardins genannt.
Die Gemeinde Saint-Bernard wurde am 1. Januar 2019 mit Saint-Hilaire und Saint-Pancrasse zur Commune nouvelle Plateau-des-Petites-Roches zusammengeschlossen. Sie gehörte zum Arrondissement Grenoble und zum Kanton Le Moyen Grésivaudan.

## Geografie
Die 'Ortschaft Saint-Bernard liegt im Zentrum des Grésivaudan auf einem Hochplateau zwischen Chartreuse-Gebirge und Isère-Tal. Umgeben wurde die Gemeinde Saint-Bernard von den Nachbargemeinden Sainte-Marie-du-Mont im Norden, Le Touvet im Osten, La Terrasse im Osten und Südosten, Saint-Hilaire im Süden, Saint-Pierre-de-Chartreuse im Südwesten und Westen sowie Saint-Pierre-d’Entremont im Westen und Nordwesten.

## Bevölkerungsentwicklung
| Jahr                       | 1962 | 1968 | 1975 | 1982 | 1990 | 1999 | 2006 | 2013 |
| -------------------------- | ---- | ---- | ---- | ---- | ---- | ---- | ---- | ---- |
| Einwohner                  | 93   | 92   | 137  | 233  | 359  | 468  | 584  | 631  |
| Quellen: Cassini und INSEE |      |      |      |      |      |      |      |      |

## Sehenswürdigkeiten

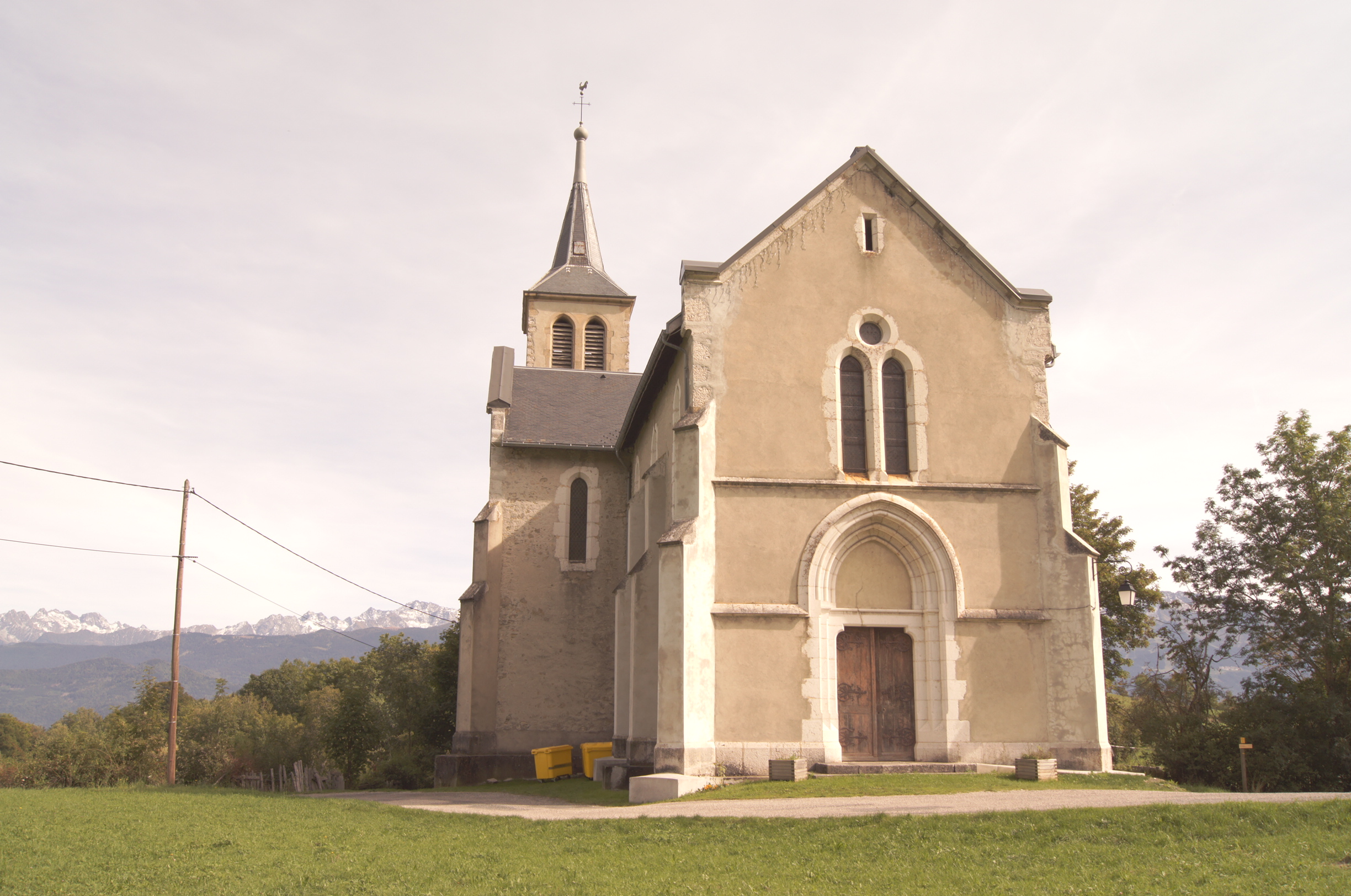
Kirche Saint-Bernard

- Kirche Saint-Bernard